# Souvrství Lu-feng

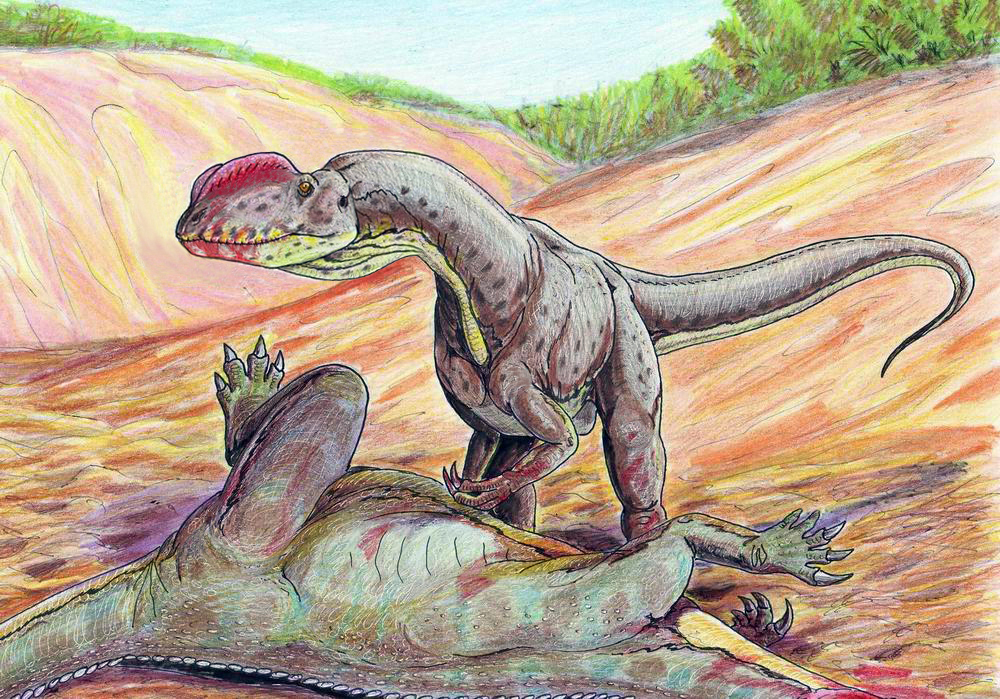
Teropod Sinosaurus nad uloveným zástupcem rodu Yunnanosaurus.

Souvrství Lu-feng (čínsky pchin-jinem Lufeng) je geologické souvrství, jehož výchozy se nacházejí na území jižní Číny (provincie Jün-nan). Stáří vrstev odpovídá období rané (spodní) jury, konkrétně geologickým stupňům hettang až pliensbach (období před zhruba 201 až 183 miliony let). Mocnost hornin této geologické formace dosahuje až 300 metrů. Hlavním typem sedimentu jsou zde prachovce a pískovce.

## Popis

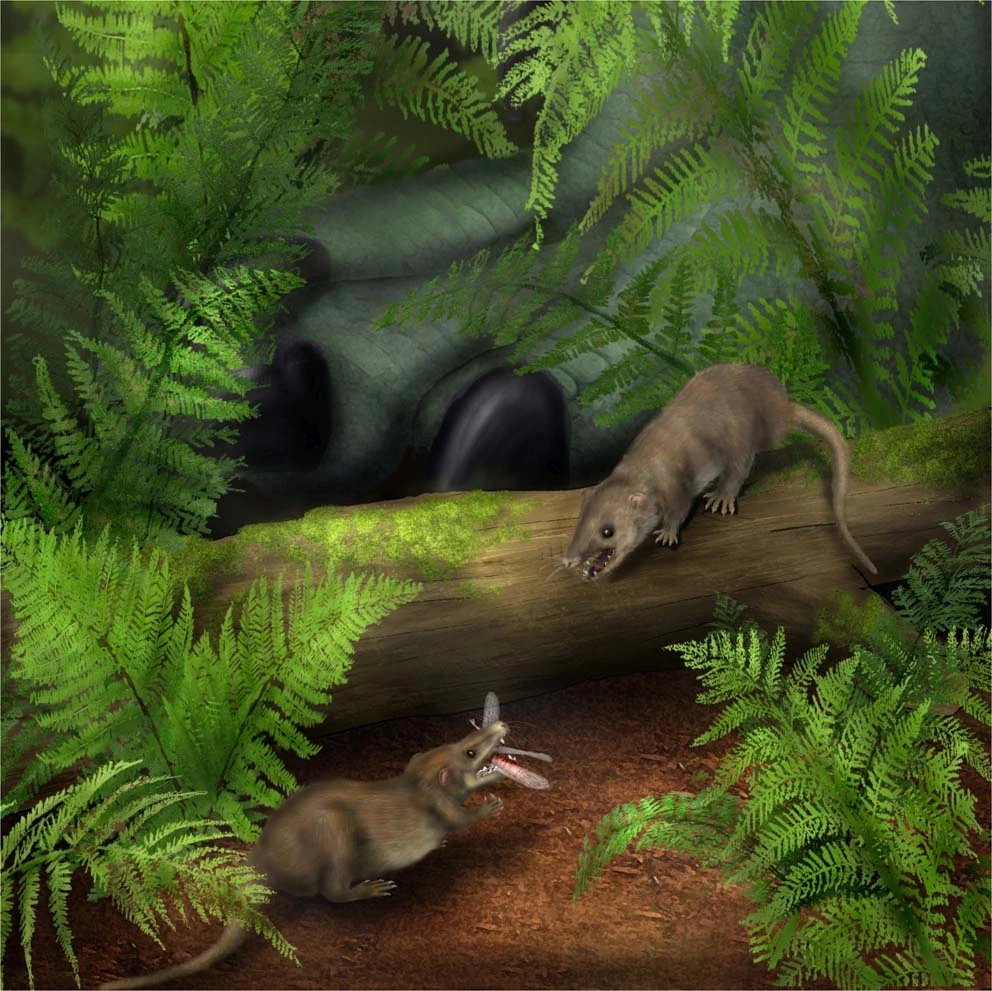
Rekonstrukce vzezření prasavce rodu Hadrocodium.

Ve vrstvách této geologické formace z období spodní jury jsou objevovány četné dinosauří fosilie, ale také fosilie jiných plazů (skupiny Rhynchocephalia, Crurotarsi nebo Cynodontia). Objeveny zde byly i fosilie velmi archaických a vývojově starobylých zástupců savčí vývojové linie (Morganucodon, Hadrocodium ad.).

## Seznam dinosaurů z tohoto souvrství
- Bienosaurus lufengensis[3]

- Eshanosaurus deguchiianus

- Chuxiongosaurus lufengensis

- Gyposaurus sinensis[4]

- Fulengia youngi

- Jingshanosaurus xinwaensis

- Lishulong wangi

- Lufengosaurus huenei (a L. magnus)

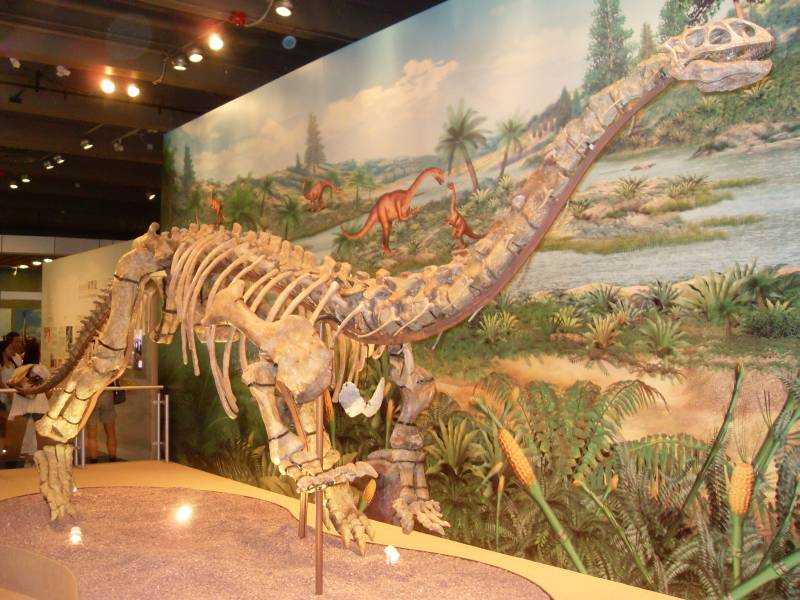
Kostra sauropodomorfa rodu Lufengosaurus v muzejní expozici.

- Lukousaurus yini

- Panguraptor lufengensis[5]

- Sinosaurus triassicus

- Tatisaurus oehleri

- Xingxiulong chengi (a X. yueorum)

- Xixiposaurus suni[6]

- Yizhousaurus sunae

- Yunnanosaurus huangi